# Localism Act 2011
 (mai 2016).
Si vous disposez d'ouvrages ou d'articles de référence ou si vous connaissez des sites web de qualité traitant du thème abordé ici, merci de compléter l'article en donnant les références utiles à sa vérifiabilité et en les liant à la section « Notes et références ».
Le Localism Act 2011 est une loi adoptée par le Parlement britannique et sanctionnée le 15 novembre 2015. Elle porte sur le gouvernement local en Angleterre, notamment l'élection directe de certains maires, des référendums locaux et l'aménagement du territoire.